# Plan Ordinateur Portable
Le Plan Ordinateur Portable (Le POP,,,,) est un programme mis en place par la Région Réunion en 2010 pour lutter contre la fracture numérique des lycéens réunionnais.

## Description
Le POP consiste en la mise à disposition gratuite d’un ordinateur portable, équipé du système d'exploitation GNU/Linux pour chaque lycéen entrant en seconde, y compris pour les étudiants en CAP et maisons familiales et rurales. Ce dispositif, d'un coût de 9 millions d'euros, concerne 18 000 jeunes chaque année.
L'objectif de la collectivité régionale est de réduire la fracture numérique et de favoriser l'autonomie des jeunes dans l'appropriation des technologies de l’information et de la communication.
Depuis 2016, Le Plan Ordinateur Portable (Le POP) propose un deuxième volet qui permet aux familles les plus modestes d’accéder à une offre d'abonnement Internet subventionnée par la Région Réunion à hauteur de 20 € par mois.
En novembre 2015, le projet WiRUN, voit le jour, à destination cette fois-ci du grand public. Il s'agit de l'installation de bornes Wi-Fi avec accès gratuit à Internet dans les lieux touristiques et culturels de la Réunion.